# فست أغدر
فست-أغدر (بالنرويجية: Vest-Agder) هي مقاطعة في النرويج. في عام 2002 بلغ عدد سكانها 157851 نسمة، وهو ما يعادل 3.4٪ من إجمالي عدد السكان في النرويج. مساحتها 7،281 كم 2 (2،811 ميل مربع). مركز إدارة المحافظة وأكبر مدنها هي مدينة كريستيانساند، ويتركّز سكانها - إلى جانب كريستيانساند - في ماندال وفاوسوند وفليكفيورد.

## توأمة
لفست أغدر اتفاقيات توأمة مع:
- مقاطعة لين-فيرو